# Foreign Exchange (serie de televisión)
Foreign Exchange (Al otro lado en España e Intercambio extranjero en Hispanoamérica) es una serie de televisión australiana-irlandesa.

## Sinopsis
Hannah O'Flaherty es una joven irlandesa estudiante del prestigioso Colegio O'Keeffe del Condado de Galway, cuya directora es la señorita Murphy. Al ser este un internado, se encuentra en el campo, a pocos kilómetros de la ciudad de Galway; Hannah tiene como compañera de habitación a Tara Keegan, voluntariosa, vanidosa y superficial, por lo que ambas no congenian. El mejor amigo de Hannah es Cormac McNamara, científico y estudioso, pero por demás distraído.
Brett Miller es australiano y ya acabó sus estudios secundarios. Vive con su familia en Perth, en la costa oeste de la isla. Su madre, Jackie, se volvió a casar con Craig Payne, simpático hombre con dos hijos: Wayne, de la edad de Brett, y Meredith, la cual tiene 10 años. Todos forman una familia, viven en la antigua y acogedora casa de los Miller, y aunque Brett y Wayne discuten todo el tiempo y no congenian, son en general felices. La aspiración de Brett es ser un surfista profesional.
Las vidas de Hannah y Brett se verán unidas por el hallazgo de un extraño portal. Al mudarse el padrastro y los hermanastros de Brett, este debe compartir su habitación con Wayne. Meredith, en cambio, decide mudarse al sótano, pero sale despavorida por encontrarlo con muchas bacterias. Al examinar el sótano, Brett descubre una vieja pared que no está tapizada y por el contrario, presenta rocas duras e irregulares, con un grabado celta en la parte superior, a modo de portada. Halla en las proximidades una pieza pétrea de forma ovalada con un grabado, y al lograr introducirla en un agujero de la misma forma, se abre una extraña fuente de luz verde (un portal). 
Después de superar su desconcierto, se interna en el otro lado del portal, cruzándolo como si fuese una cortina de agua. Se encuentra entonces en el cuarto de calderas del colegio O'Keeffe; para su mala suerte al subir se encuentra en el baño de las chicas, por lo que causa revuelo y todos lo buscan en el lugar. Brett logra esconderse en un cobertizo próximo, cuando Hannah lo descubre y le dice con extrañeza que están en Galway (Irlanda), y es así como Brett le cuenta sobre el extraño portal que te lleva de Australia a Irlanda, y viceversa. Hannah no lo cree, pero entonces va al cuarto de calderas y ve una extraña luz verde; al atravesarla se encuentra en Australia. Hannah y Brett juran guardar el secreto para que nadie más sepa de la existencia del portal, aunque en el capítulo final (The Precious Book) Cormac usa la otra llave, descubriendo así el portal.

## Episodios
La primera temporada y única de la serie tiene 26 episodios, con duración de 25 minutos cada uno.

## Doblaje al español
- Director de doblaje: Jesús Rodríguez
- Traductor: Ana Álvarez

- Brett Miller: Fernando Cabrera
- Hannah O'Flaherty: Pilar Puebla
- Tera Keegan: Inmaculada Gallego
- Meredith Payne: Belén Rodríguez
- Miss Murphy: Gloria Núñez
- Wayne Payne: Sergio García
- Jackie Miller-Payne: Ana García - Rebeca Aponte (latino americano)
- Craig Payne: Juan Antonio Castro
- Martin: Iván Jara
- Cormac McNamara: Javier Balas
- Seamus McCracken: Manuel Bellido